# Photinia podocarpifolia
Photinia podocarpifolia är en rosväxtart som beskrevs av Yu. Photinia podocarpifolia ingår i släktet Photinia och familjen rosväxter. Inga underarter finns listade i Catalogue of Life.